# Milieu GVPC
Le milieu GVPC (Glycine Vancomycine Polymyxine Cycloheximide) ou GPCV est un milieu de culture sélectif employé en microbiologie pour l'isolement des Légionnelles et plus particulièrement du pathogène L. pneumophila. Il dérive du milieu BCYE par une succession de modifications. Ce milieu et ses dérivés sont employés par les CDC américains pour la recherche de Légionelles dans l'environnement en cas d'épidémie.

## Principe
La base nutritive, riche, est celle du milieu BCYEα (milieu BCYE enrichi par 0,1% d'α-cétoglutarate) avec un facteur de croissance supplémentaire : la glycine, à hauteur de 0,3% (m/v). Il y a donc quatre facteurs de croissance au total en comptant la L-cystéine et le pyrophosphate de fer(III) présents dans le milieu BCYE. Le système tampon est identique.
La sélectivité vis-à-vis des micro-organismes potentiellement contaminants est assurée par un cocktail de trois anti-infectieux. Le cycloheximide est un antifongique à plus large spectre que l'anisomycine (retrouvée par exemple dans le milieu BMPAα) qui neutralise surtout les levures. La polymyxine B et la vancomycine fournissent une couverture antibiotique à très large spectre qui inhibe la plupart des bactéries en dehors des Légionnelles.

## Composition
Pour 1000 mL de milieu:
- extrait de levure : 10 g
- ACES : 10 g
- hydroxyde de potassium : qsp pH = 6,9 ± 0,1 à 35°C (soit environ 40 mL d'une solution aqueuse de KOH à 1 mol/L)
- charbon activé : 2 g
- glycine : 3 g
- α-cétoglutarate de potassium : 1 g
- L-cystéine chlorhydrate : 400 mg
- pyrophosphate de fer(III) : 250 mg
- vancomycine : 1 mg
- polymyxine B : 80 000 UI
- cycloheximide : 80 mg
- agar : 13 g[4].

Il existe des variations :
- milieu VPC ou PCV : milieu GVPC dépourvu de glycine,
- milieu VPC(-) ou PCV(-) : milieu VPC dépourvu de L-cystéine, il sert de contrôle négatif car la croissance de L. pneumophila est impossible en l'absence de cet acide aminé[5].

## Préparation
La base CYE (milieu CYE sans additif) est dissoute à chaud dans le volume correspondant d'eau distillée et le mélange est stérilisé à l'autoclave (15 minutes à 121°C). Après refroidissement partiel jusqu'à 50°C les additifs thermosensibles (tampon, facteurs de croissance, anti-infectieux) sont introduits aseptiquement, par exemple par filtration stérilisante. Le mélange homogénéisé est réparti dans des contenants stériles.
Plusieurs fournisseurs proposent le mélange de glycine et d'anti-infectieux sous la forme d'un « supplément GVPC » prêt à l'emploi qu'il suffit de mélanger à une quantité déterminée de milieu BCYEα après autoclavage.